# Marianne Enckell
Marianne Enckell, née le 22 octobre 1944 à Stockholm, est une historienne, éditrice et essayiste libertaire vivant en Suisse.

## Biographie

### Carrière
En janvier 1963, Marianne Enckell reprend, avec sa mère, la gestion du Centre international de recherches sur l'anarchisme (Lausanne) à la suite de l'expulsion de son principal animateur, Pietro Ferrua (objecteur de conscience italien). Fondé en 1957, le CIRA de Lausanne est la plus grande (par le nombre de documents conservés) bibliothèque spécialisée en Europe dans le domaine de l'anarchisme. Marianne Enckell en assure la continuité et le développement jusqu'à aujourd'hui. En plus de la gestion de la bibliothèque et du centre de documentation, Marianne Enckell est éditrice scientifique et participe à de très nombreux ouvrages. Elle participe notamment à la publication de la revue Anarchisme et Non-Violence dans les années 1960.
En 1969, elle traduit et édite un texte-manifeste du britannique Nicolas Walter, Pour l’anarchisme, qui sera réédité jusque dans les années 2000, en France, en Belgique et au Canada.
En 1980, elle retrouve une partie du manuscrit original des mémoires de Clément Duval, qu'elle fait éditer sous le titre Moi Clément Duval : bagnard et anarchiste.
Elle collabore également au Dictionnaire biographique du mouvement ouvrier français, « Le Maitron » ainsi qu'au Dictionnaire international des militants anarchistes.

### Famille
Marianne Enckell est la fille de Marie-Christine Mikhaïlo née Söderhjelm, figure du mouvement libertaire suisse et international, et de Ralph Enckell, diplomate finlandais.

## Œuvres
- Un journal anarchiste genevois : le Réveil (1900-1940), Mémoire d'économie sociale, Université de Genève, 1967[5],[6].
- La Fédération jurassienne
  - Éditions L'Âge d'Homme, Lausanne, 1971[7],[8].
  - Canevas Éditeur, Saint-Imier, 1991,  (ISBN 2-88382-008-2)[9] ;
  - Entremonde, Genève/Paris, 2012,  (ISBN 978-2-940426-16-4), lire en ligne[10],[11].
- Pour le centenaire de la mort de Bakounine, Berlin. 1976[12].
- Les Espaces du prince : l'État et son expansion dans les formations sociales dépendantes, Presses universitaires de France, Institut universitaire d'études du développement (Genève), 1977[13],[14].
- Le refus de parvenir, Indigène éditions, 2014,  (ISBN 979-10-90354-52-4)[15],[16].

### Contributions
- Michel Bakounine, préface de Marianne Enckell, Les Ours de Berne et l'Ours de Saint-Pétersbourg, Éditions L'Âge d'Homme, 1972[17],[18].
- Marianne Enckell, Agnaldo Maciel, Another Venice : imágenes de un encuentro internacional anarquista : images of an international anarchist meeting : Venezia 1984, Buffalo, N.Y., Black Rose Books, 1985,  (ISBN 0-920057-73-X)[19].
- Clément Duval, Marianne Enckell (éditeur scientifique), Moi Clément Duval : bagnard et anarchiste, Éditions de l'Atelier, coll. « La part des hommes », 1991,  (ISBN 270822915X)[20].
- Murray Bookchin, Daniel Colson, Marianne Enckell, Anarcho-syndicalisme et anarchisme, Atelier de création libertaire, 1994,  (ISBN 2-905691-30-1)[21],[22].
- Jean-Elie David, Notes au crayon, Lausanne, Éditions d'en bas, 2004.
- Louis Mercier-Vega, La chevauchée anonyme, témoignage de Marianne Enckell[23], Agone, Marseille, 2006[24], texte intégral.
- Albert Minnig, Edi Gmür, présentation de Marianne Enckell, "Pour le bien de la révolution" : deux volontaires suisses miliciens en Espagne, 1936-1937, Éditions du CIRA, 2006[25],[26].
- Le Centre International de Recherches sur l'Anarchisme, in Alda de Giorgi, Charles Heimberg et Charles Magnin (éds.), Archives, histoire et identité du mouvement ouvrier, Genève, Collège du travail, 2006.
- Charles Heimberg, Stéfanie Prezioso, Marianne Enckell (éditeurs scientifiques), Mourir en manifestant : répressions en démocratie, le 9 novembre 1932 en perspective, Actes du colloque international organisé dans le cadre du 75e anniversaire de la fusillade de 9 novembre 1932 à Plainpalais (Genève), Association pour l’étude de l’histoire du mouvement ouvrier (AEHMO) & Éditions d'en bas, Lausanne, 2008,  (ISBN 978-2-8290-0358-5)[27],[28].
- Hugues Lenoir, Henri Roorda ou Le zèbre pédagogue, postface de Marianne Enckell, Éditions du Monde libertaire, 2009[29],[30].
- Jean Wintsch, Charles Heimberg, L'école Ferrer de Lausanne, préface Marianne Enckell, Entremonde, 2009,  (ISBN 978-2-940426-01-0)[31],[32].
- Drôle de zèbre, Henri Roorda van Eysinga, (Bruxelles 1870 - Lausanne 1925), Musée historique de Lausanne, catalogue de l'exposition, Association des amis de Roorda, Éditions HumuS, 2009,  (ISBN 294012745X)[33].
- Clément Duval, Michael Shreve, Marianne Enckell, Outrage An Anarchist Memoir of the Penal Colony, CA PM Press, Oakland, 2012,  (ISBN 978-1-6048-6500-4)[34].
- Gianpiero Bottinelli, Marianne Enckell, Louis Bertoni : une figure de l'anarchisme ouvrier à Genève, Entremonde, 2012,  (ISBN 9782940426133)[35].
- Fragments d'une vie, in Emma Goldman, Itinéraire : une vie, une pensée, no 8, second semestre 1990, 84 pages, lire en ligne.
- Les Anarchistes : Dictionnaire biographique du mouvement libertaire francophone, 2014  (ISBN 978-2-7082-4268-5)
- Les Frères Reclus et Bakounine, in Élisée Reclus, Itinéraire : une vie, une pensée, no 14/15, 1998, 109 pages.
- Collectif, Rêves et passions d’un chercheur militant : Mélanges offerts à Ronald Creagh, Lyon, Atelier de création libertaire, 2017, 288 p. (ISBN 978-2-35104-096-6, lire en ligne).
- André Bösiger, Souvenirs d’un rebelle - Soixante ans de lutte d’un libertaire jurassien, avec la collaboration d’Alexandre Skirda, texte présenté par Marianne Enckell et Ariane Miéville, dessins de Jean-Pierre Ducret, Atelier de création libertaire, 2017,  (ISBN 978-2-35104-097-3), présentation éditeur.

### Traductions
- Nicolas Walter, Pour l’anarchisme, traduction de l’anglais Marianne Enckell[36], CIRA, Éditions Alternative Libertaire (Belgique), 1981[37].
- Yusuf Yesilöz, La route du couchant, traduction de l'allemand par Marianne Enckell, Éditions d'en bas, 2000[38].
- Jacques Picard, La Suisse et les Juifs 1933-1945. Antisémitisme suisse, défense du judaïsme, politique internationale envers les émigrants et les réfugies, traduction de l'allemand par Ursula Gaillard et Marianne Enckell, Éditions d'en bas, Lausanne, 2001,  (ISBN 2829002458)[39].
- René L. Frey, Georg Kreis, Gian-Reto Plattner, Le fédéralisme suisse : la réforme engagée, ce qui reste à faire, sous la direction de René L. Frey, préface de Yannis Papadopoulos, traduit de l'allemand par Marianne Enckell, Presses polytechniques et universitaires romandes, Lausanne, 2006[40].
- Michael Bruening, Marianne Enckell, Le premier champ de bataille du calvinisme : conflits et réforme dans le Pays de Vaud, 1528-1559, Éditions Antipodes, 2011,  (ISBN 2889010619)[41].
- David Lowenthal, Passage du temps sur le paysage, traduit de l'anglais par Marianne Enckell, Gollion (Suisse), Infolio (Paris), Collection Archigraphy Témoignages, 2008[42],[43].
- Amedeo Bertolo, Furio Biagini, Sylvain Boulouque, Rudolf de Jong, Juifs et anarchistes : histoire d'une rencontre, traduit par Patricia Farazzi, Marianne Enckell et Jean-Manuel Traimond, Éditions de l'Éclat, Paris/Tel-Aviv, 2008[44],[45],[46].
- Martha A. Ackelsberg, La vie sera mille fois plus belle : les Mujeres Libres, les anarchistes espagnols et l'émancipation des femmes, traduit de l'anglais par Marianne Enckell et Alain Thévenet, Atelier de création libertaire, 2010[47],[48],[49].

### Articles
- Travail intellectuel et travail manuel : des débats de la Première Internationale à l'anarchisme, Cahiers d'histoire du mouvement ouvrier, Association pour l’étude de l’histoire du mouvement ouvrier (AEHMO), 16/11[50].
- Une toute petite histoire de l'anarchisme..., L'Éphéméride anarchiste, 10 février 2014, texte intégral.

## Sources
(juillet 2023).
- Institut international d'histoire sociale (Amsterdam) : extrait de bibliographie & extrait de bibliographie.
- Bibliothèque nationale et universitaire (Strasbourg) : extrait de bibliographie.
- Open Library : extrait de bibliographie.
- Librairie Dialogues : extrait de bibliographie.
- Musée social : extrait de bibliographie.
- MyBoox : extrait de bibliographie.

### Audiovisuel
- Ni Dieu ni maître, une histoire de l'anarchisme de Tancrède Ramonet, Arte France